# علاج باليوجا

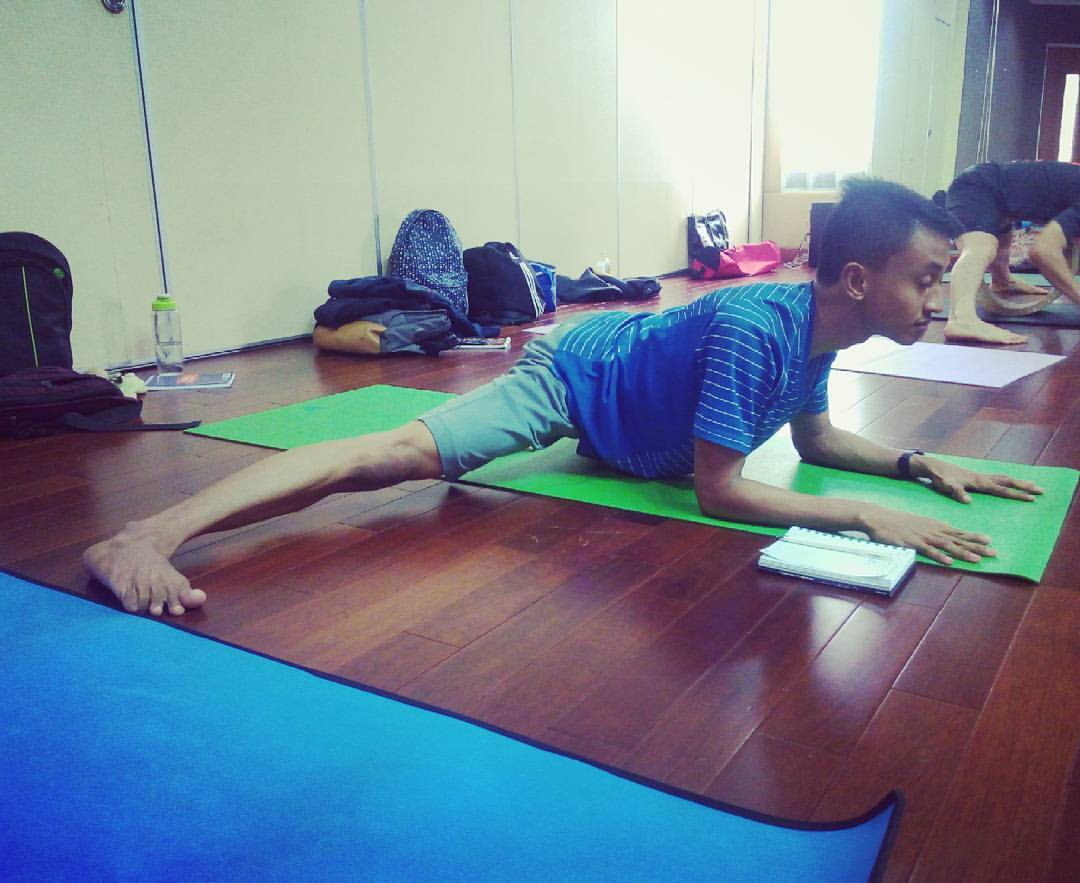
ورشة اليوغا العلاجية ، جاكرتا ، 2016

اليوغا كعلاج هي استخدام اليوغا كتمرين، وتتكون بشكل رئيسي من وضعيات تسمى الأساناس، كشكل خفيف من التمارين والاسترخاء المطبق بشكل مخصص بهدف تحسين الصحة. يُودى هذا النوع من اليوغا على نطاق واسع في القاعات الدراسية، وقد يشمل التأمل والتخيل وعمل التنفس (البراناياما) والموسيقى.
تم عرض ثلاثة أنواع على الأقل من الادعاءات الصحية لليوغا: ادعاءات سحرية لليوغا الهايغا في العصور الوسطى، بما في ذلك قوة الشفاء؛ ادعاءات غير مدعومة بفوائد على أنظمة الأعضاء من ممارسة (الأساناس)؛ والمزيد أو أقل من الادعاءات المدعومة جيدًا بفوائد طبية ونفسية محددة من دراسات ذات أحجام مختلفة باستخدام مجموعة متنوعة من المنهجيات.
أظهرت المراجعات المنهجية آثارًا مفيدة لليوجا على آلام أسفل الظهر والاكتئاب، ولكن على الرغم من إجراء الكثير من التحقيقات، لا يوجد دليل يذكر أو لا يوجد دليل على فوائد بعض الحالات الطبية. أعاقت المنهجية السيئة دراسة اليوجا الحساسة للصدمات.

## سياق الكلام

تقوم مدارس مختلفة بتدريس اليوغا مع التركيز على التمارين الهوائية (مثل بيكرام يوجا)، أو الدقة في الأساناس (مثل يينجار يوغا)، أو الروحانية (مثل يوجا سيفاناندا). قد تعلم «هاثا يوغا» بدون علامة تجارية (يجب عدم الخلط بينها وبين يوجا القرون الوسطى) أي مزيج من هذه.

عادةً ما تتكون دروس اليوجا المستخدمة علاجًا من الأساناس (المواقف المستخدمة للتمدد) والبراناياما (تمارين التنفس) والاسترخاء في السفاسانا (الاستلقاء). ترتبط الأساناس الجسدية لليوغا الحديثة بتقليد القرون الوسطى لليوغا كيف، ولكن لم تكن تمارس على نطاق واسع في الهند قبل أوائل القرن العشرين.
نما عدد المدارس وأنماط اليوغا في العالم الغربي بسرعة منذ أواخر القرن العشرين. بحلول عام 2012، كان هناك ما لا يقل عن 19 أسلوبًا متداولًا من (استشلن فيينا يوجا) إلى يوجا فييني. تؤكد هذه الجوانب المختلفة بما في ذلك التمارين الهوائية والأسانات الدقيقة والروحانية على تقليد يوجا الهواء. يمكن توضيح هذه الجوانب من خلال المدارس النمطية. وهكذا، فإن بيكرام يوغا لديها أسلوب تمارين هوائية مع تسخين الغرف إلى 105 درجة فهرنهايت (41 درجة مئوية) وتسلسل ثابت من تمرينين للتنفس و26 أساناس يتم إجراؤها في كل جلسة. يؤكد لانجر جو على محاذاة الموقف الصحيحة، والعمل ببطء، إذا لزم الأمر مع الدعائم، وينتهي بالاسترخاء. يركز جوا السيفااندا بشكل أكبر على الممارسة الروحية، مع 12 وضعًا أساسيًا، وترديد السنسكريتية، وتمارين تنفس البراناياما، والتأمل، والاسترخاء في كل فصل، ويعلق أهمية على النظام الغذائي النباتي.

## أنواع المطالبة
تم تقديم ما لا يقل عن ثلاثة أنواع مختلفة من الادعاءات المتعلقة بالفوائد العلاجية لليوغا من العصور الوسطى وما بعدها، دون احتساب الادعاءات الأكثر عمومية حول الصحة الجيدة التي تم تقديمها خلال هذه الفترة: القوى السحرية، والمطالبات الطبية الحيوية لأغراض التسويق، والمطالبات الطبية المحددة. لم يتم دعم أي من الأولين بأدلة موثوقة. الادعاءات السريرية مدعومة بأدلة متفاوتة الجودة، من دراسات الحالة إلى التجارب المضبوطة والمراجعة المنهجية في نهاية المطاف لتجارب متعددة.

### قوى سحرية
أكد مؤلفو العصور الوسطى أن يوجا الهاثا جلبت فوائد جسدية (وكذلك روحية)، وقدمت قوى سحرية بما في ذلك الشفاء. تنص (يوجا الهاثا بيتا)على أن الأساناس بشكل عام، الموصوفة كأول مساعد لليوغا الهايغا، تعطي «الثبات والصحة الجيدة وخفة الأطراف» (HYP 1.17) الوضعيات المحددة، كما تدعي، تجلب فوائد إضافية؛ على سبيل المثال، يوقظ ماسترناس كونداليني ويساعد على منع السائل المنوي من التساقط بشكل لا إرادي؛ (لباسشومنتيا «يوقد نار الجهاز الهضمي، ينحف البطن ويعطي صحة جيدة»؛ شافزان «يزيل التعب ويريح العقل»؛ (HYP 1.32) بينما بادماسان «يقضي على جميع الأمراض» (HYP 1.47). تكمن هذه الادعاءات في تقليد عبر جميع أشكال اليوغا التي يمكن للممارسين اكتسابها قوى خارقة للطبيعة. يسرد يوجا شتارا (1.8-9) من هير مشاندا القوى السحرية، والتي تشمل الشفاء وتدمير السموم.

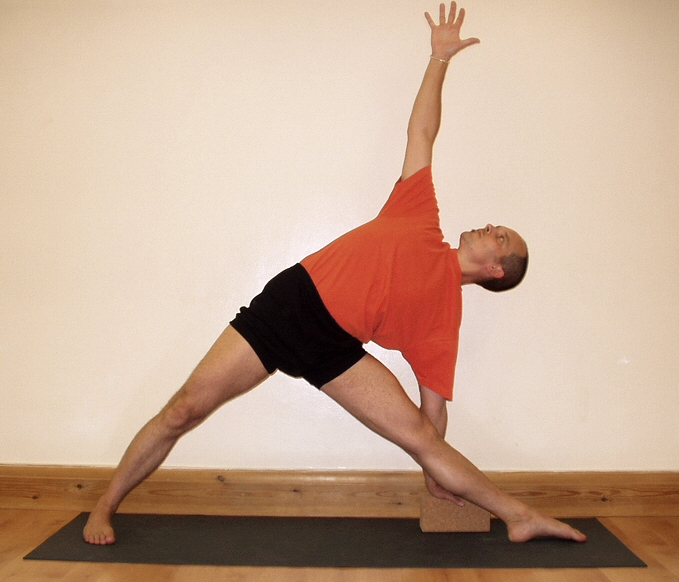
تختلف أساليب اليوجا في نهجها تجاه الوضعيات. يؤكد Iyengar Yoga على الصواب ، ويُرى هنا حيث يستخدم الممارس لبنة اليوغا لتحقيق التوافق الصحيح في Utthitha Trikonasana.